# Sidney Peirce Waddington
Sidney Peirce Waddington (auch Sidney Peine Waddington, * 23. Juli 1869 in Lincoln  (Lincolnshire); † 2. Juni 1953 in Uplyme (Devon)) war ein englischer Komponist und Musikpädagoge.

## Leben und Werk
Sidney Peirce Waddington war Schüler des Royal College of Music in London. Er studierte für kurze Zeit auch in Frankfurt am Main und in Wien.
Von 1894 bis 1905 wirkte er als Chordirektor an St. Mary of the Angels in London (Stadtteil Bayswater). Daneben war er „maestro al pianoforte“ an der Covent Garden Opera. Ab 1905 wirkte er als Lehrer für Harmonie und Kontrapunkt sowie als Leiter der Opernklasse am Royal College of Music.
Sidney Peirce Waddington komponierte die Kinderoperette Whimland, Orchesterwerke, ein Klavierkonzert, Kammermusik, Chorwerke und Klavierstücke.